# ليلى ميسخي
ليلى ميسخي بالجورجية: ლეილა მესხი مواليد 5 يناير 1968 في تبليسي، جورجيا، هي لاعبة كرة مضرب جورجية سابقة بدأت مسيرتها كمحترفة سنة 1986 وكانت تلعب باليد اليمنى، اعتزلت اللعب في 1995. أعلى تصنيف لها في الفردي كان المركز الـ 12 في سنة 1991. أعلى تصنيف لها في الزوجي كان المركز الـ 21 في سنة 1995. سبق أن شاركت في دورة الألعاب الأولمبية الصيفية.

## بطولات حققتها
- دورة رولان غاروس الدولية

## الميداليات
| الميدالية | المسابقة                       |
| --------- | ------------------------------ |
| برونزية   | الألعاب الأولمبية الصيفية 1992 |
| ذهبية     | الألعاب الجامعية الصيفية 1987  |
| ذهبية     | الألعاب الجامعية الصيفية 1987  |

## روابط خارجية
- ليلى ميسخي على موقع رابطة محترفات التنس (الإنجليزية)
- ليلى ميسخي على موقع الاتحاد الدولي لكرة المضرب (الإنجليزية)
- ليلى ميسخي على موقع كأس بيلي جين كينغ (الإنجليزية)
- ليلى ميسخي على موقع خلاصة التنس.كوم (الإنجليزية)
- ليلى ميسخي على موقع أوليمبيديا (الإنجليزية)